# Хобокенське пустище
Гобокенське пустище (англ. Hoboken Hollow) — американський фільм жахів 2006 року.

## Сюжет
Війна в Іраку скалічила життя Тревора Ллойда. Там він втратив найкращого друга, а коли повернувся до дому, то втратив і дім і родину. Перетворившись на бродягу, Тревор одного разу натрапив на загублене в техаської глушині ранчо і потрапив в справжнє пекло. Господарі цих угідь тримали в рабстві таких бездомних, як Тревор, жорстоко катуючи за найменшу провину і вбиваючи при спробах до втечі. Опинившись серед бранців цих божевільних мучителів, колишній військовий твердо вирішив, що не стане їх черговою жертвою і боротиметься до кінця.

## У ролях
| Актор            | Роль             |
| ---------------- | ---------------- |
| Джейсон Коннері  | Тревор Ллойд     |
| Сі Томас Гауелл  | Клейтон Коннеллі |
| Марк Голтон      | Велдон Бродрік   |
| Лін Шей          | місіс Бродрік    |
| Ренді Спеллінг   | Паркер Гілтон    |
| Денніс Гоппер    | шериф Грір       |
| Майкл Медсен     | Джей Ті Голдман  |
| Роберт Керрадайн | Тед Сіммонс      |
| Грег Евіган      | Том Стоквелл     |
| Діді Пфайфер     | Ронда Сіммонс    |